# سامانثا هوبيس
سامانثا هوبيس (بالإنجليزية: Samantha Hoopes)‏ (ولدت في 10 فبراير 1991) عارضة أزياء أمريكية، عرفت بظهورها في مجلة سبورتس اليستريتد سويم سووت ايشيوز
وفيلم ساندي ويكسلر (2017).

## السيرة الذاتية
اشتغلت سامانثا هوبيس لشركة موديلات إليث، وبعد ذلك شركة موديلات لندن، لكنها سرعان ما انتقلت لشركة جيس وليفايس.
ازدات شهرتها في يونيو من سنة 2014 بعدما وجدت نفسها في مجلة مكسيم، حيث صٌنفت في الرقم 18 من بين أبرز 100 شخصية مثيرة في العالم.

## روابط خارجية
- سامانثا هوبيس على موقع IMDb (الإنجليزية)
- سامانثا هوبيس على موقع قاعدة بيانات الفيلم (الإنجليزية)